# 林秀芳
林秀芳（1958年—），辽宁凤城人，满族，中华人民共和国政治人物、第十一届全国人民代表大会黑龙江地区代表。
毕业于中央农业广播学校农技，是中共党员。担任黑龙江省密山市塔头村党支部书记。2008年起担任全国人大代表。